# Еник, Ян
Ян Еник (чеш. Jan Jenik; 15 сентября 2000, Нимбурк, Чехия) — чешский хоккеист, нападающий. Играет за клуб НХЛ «Аризона Койотис».

## Карьера

#### Клубная
Ян Еник начал свою хоккейную карьеру в юниорской команде «Млада Болеслав» (до 16 лет), в конце сезона 2012/13. В 2015 году перешёл в клуб «Били Тигржи Либерец», за который выступал до конца 2018 года. На 2018 году был выбран в 3-м раунде под общим 65-м номером клубом «Аризона Койотис». По ходу сезона 2018/19 перебрался в Северную Америку, где 2 сезона играл в хоккейной лиге Онтарио за «Гамильтон Булдогс». Из-за позднего начала сезона 2020/21 в Северной Америке, осенью 2020 года провёл 7 матчей во 2-й финской лиге Местис за клуб «Кеттеря». По возвращении за океан, играл в АХЛ за фарм-клуб «Аризоны» «Тусон Роадраннерс». В конце сезона 2020/21 был вызван в «Аризону». 7 мая 2021 года Ян Еник дебютировал в НХЛ в гостевой игре с «Сан-Хосе Шаркс», которую «Аризона» выиграла со счётом 5:2, при этом Еник забросил шайбу на последней минуте матча в пустые ворота. На следующий день он снова забил гол в ворота «Сан-Хосе» и помог своей команде одержать победу со счётом 5:4. Таким образом, в своём первом сезоне в НХЛ, Еник забросил две шайбы в двух матчах.

#### Сборная Чехии
С 2015 года Еник играл за юниорские сборные Чехии разных возрастных категорий. В составе юниорской сборной Чехии он стал серебряным призёром Мемориала Ивана Глинки в 2017 году.
Был участником чемпионата мира среди юниоров в 2018 году. В 2019 и 2020 годах принимал участие в молодёжном чемпионате мира.

## Статистика
Обновлено на конец сезона 2020/2021
| Легенда | Легенда                    | Легенда | Легенда                   | Легенда | Легенда    |
| ------- | -------------------------- | ------- | ------------------------- | ------- | ---------- |
| И       | Количество проведённых игр | Штр     | Штрафное время            | +/−     | Плюс-минус |
| Г       | Голы                       | П       | Голевые передачи          | О       | Очки       |
| -       | Статистика неизвестна      | —       | Статистика не учитывалась |         |            |